# لابادیویل (لوئیزیانا)
لابادیویل (به انگلیسی: Labadieville) شهری در ایالت لوئیزیانا کشور ایالات متحده آمریکا است که جمعیت آن در سرشماری سال ۲۰۱۰ میلادی، ۱٬۸۵۴ نفر بوده‌است.